# Station Będzin Łagisza
Station Będzin Łagisza is een spoorwegstation in de Poolse plaats Będzin (Łagisza).